# Eicomorpha epipsiloides
Eicomorpha epipsiloides là một loài bướm đêm trong họ Noctuidae.